# Estación Gerli
Gerli es una estación ferroviaria ubicada en la ciudad del mismo nombre, Provincia de Buenos Aires, Argentina.

## Servicios
Es un centro de transferencia intermedio del servicio eléctrico metropolitano de la Línea General Roca que se presta entre las estaciones Constitución, Ezeiza, Glew y Alejandro Korn.

## Ubicación e Infraestructura
Se accede a ella mediante puentes peatonales que comunican con la calle Victoriano Emilio Montes y el Puente Gerli (Av. Sánchez de Bustamante).
Consiste en una plataforma central con dos andenes para servicios electrificados.
Junto a la estación se encuentra la playa de maniobras Kilómetro 5, administrada por la empresa de cargas Ferrosur Roca.

## Toponimia
La estación ferroviaria y la Ciudad de Gerli hacen referencia a Don Antonio Gerli, industrial textil de origen italiano que donó los terrenos para tal fin, en los primeros años del pasado siglo XX, comenzando los loteos en la zona a partir de 1910.

## Diagrama
| Vía 1              | Trenes a Bosques provenientes de Constitución vía Temperley no se detienen en esta estación |
| Vía 2              | Trenes a Constitución provenientes de Bosques vía Temperley no se detienen en esta estación |
| Vía 3              | Trenes a Glew provenientes de Constitución (próxima Lanús) Trenes a Korn provenientes de Constitución (próxima Lanús) Trenes a Ezeiza provenientes de Constitución (próxima Lanús)                                                             |
| Plataforma central | |
| Vía 4              | Trenes a Constitución provenientes de Glew (próxima D. Santillán y M. Kosteki) Trenes a Constitución provenientes de Korn (próxima D. Santillán y M. Kosteki) Trenes a Constitución provenientes de Ezeiza (próxima D. Santillán y M. Kosteki) |